# Göran Burenhult
 Der er for få eller ingen kildehenvisninger i denne artikel, hvilket er et problem. Du kan hjælpe ved at angive troværdige kilder til de påstande, som fremføres i artiklen.

Lars Göran Henrik Burenhult (født 29. maj 1942 i Malmø, død 7. august 2023) var en svensk arkæolog og fotograf. Han tog doktorgrad i 1980 ved Stockholms universitet og blev det følgende år bitrædende professor i arkæologi ved samme universitet. I 1996 blev han professor og var der efter til sin pensionering fortrinsvis virksom ved Högskolan på Gotland, hvor han samarbejdede med Inger Österholm (sv) om udgravningerne på Ajvidebopladsen (sv).
Burenhult studerede arkæologi ved Lunds universitet og tog der en fil.kand.-eksamen i 1969. I 1970 ansattes han som arkæolog på Malmö museum. Han overtog ledelsen af udgravningen af en stor langdysse i Fosie. I begyndelsen af 1970-erne arbejdede han intensivt med helleristninger fra bronzealderen, blandt andet de skånske forekomster. Helleristningerne blev afvaskede og ilagt farve ved en teknik, hvorved ristningerne fremstod meget tydeligt. De derved tydeliggjorte ristninger offentliggjordes i bogen The Rock Carvings of Götaland II.
I 1980 startede han, sammen med Lars Larsson og Sven Rosborn, projektet "Forntid i nutid" (Fortid i nutid, svarende til Sagnlandet Lejre) i Skånes dyrepark. I en periode i begyndelsen af 1980-erne forestod han tillige RAGU (Riksantikvarieämbetets Gotlandsundersökningar, det vil sige undersøgelser på Gotland på vegne af rigsantikvaren i Sverige).
Burenhult skrev de mest anvendte lærebøger i arkæologi ved svenske universiteter fra midten af 1980-erne og senere, trebindsværket Arkeologi i Sverige (udgivet 1982-1984) og tobindsværket Arkeologi i Norden (1999-2000). Han var tillige kendt som en af svensk arkæologis mest udtalte fortalere for etnoarkæologiske metoder, især gennem en række svenske TV-programmer. I sine senere år engagerede han også sig i diæt- og livsstilsspørgsmål, hvor han dog blev udsat for kritik fra kollegaer, som fandt hans holdninger biologistiske.